# Microcos erythrocarpa
Microcos erythrocarpa är en malvaväxtart som först beskrevs av Ridley, och fick sitt nu gällande namn av Airy Shaw. Microcos erythrocarpa ingår i släktet Microcos och familjen malvaväxter. Inga underarter finns listade i Catalogue of Life.